# Pararge postsuperlata
Pararge postsuperlata är en fjärilsart som beskrevs av Ruggero Verity 1927. Pararge postsuperlata ingår i släktet Pararge och familjen praktfjärilar. Inga underarter finns listade i Catalogue of Life.